# The-Dalles-Talsperre
Die The-Dalles-Talsperre (englisch The Dalles Dam) ist eine Staustufe am Columbia River, drei Kilometer östlich der Stadt The Dalles in Oregon, USA. Die Talsperre hat eine L-förmige Beton-Gewichtsstaumauer mit einem Laufwasserkraftwerk und staut seit 1957 den Columbia zum Lake Celilo auf, der sich 39 km flussaufwärts nach Westen bis zur John-Day-Talsperre erstreckt. Die The-Dalles-Talsperre wird vom United States Army Corps of Engineers betrieben und verbindet wie die flussabwärts folgende The Dalles Bridge das Wasco County in Oregon mit dem Klickitat County in Washington. Sie liegt 309 km flussaufwärts von der Mündung des Columbia bei Astoria und grenzt an den Lake Bonneville der nächsten Staustufe, die Bonneville-Talsperre.

## Staustufe

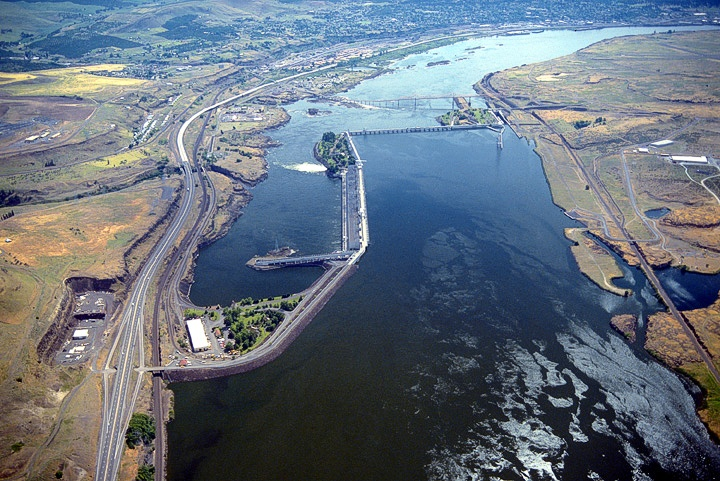
Blick flussabwärts auf die Staustufe, im Hintergrund die The Dalles Bridge.

Die The-Dalles-Talsperre wurde in den 1930er-Jahren vom United States Army Corps of Engineers als Teil eines Plans zur Erschließung des Columbia als Energiequelle und des Ausbaus des Flusses als Schifffahrtsweg vorgeschlagen. Er umfasste mehrere Staustufen, von denen die ersten ab 1933 errichtet wurden, wozu die Bonneville-Talsperre (1937) und die Grand-Coulee-Talsperre (1941) gehörten. Der Bau der Staustufe bei The Dalles wurde 1952 begonnen und 1957 fertiggestellt.
2014 wurde das Bauwerk von der American Society of Civil Engineers (ASCE) in die Liste der historischen Meilensteine der Ingenieurbaukunst aufgenommen.
Die L-förmige The-Dalles-Talsperre besteht aus drei Teilen. Auf der Washington-Seite befindet sich die Schleuse mit einer Breite von 26 m und 206 m Länge, mit der Schiffe einen Höhenunterschied von 27 m in 30 Minuten bewältigen können. Daran schließt sich die 441 m lange Gewichtsstaumauer der quer zum Fluss verlaufenden Hochwasserentlastung (spillway) an, mit einer Basisbreite von 73 m. Sie besitzt 23 als Drucksegmentwehre ausgeführte Tore von 15 m × 23 m. Parallel zum Fluss verläuft dann auf der Oregon-Seite das 638 m lange Laufwasserkraftwerk (powerhouse). Es besitzt 22 Wasserturbinen (14 ab 1957 und bis 1973 auf 22 erweitert) mit insgesamt 1.780 MW Leistung.

## Stausee

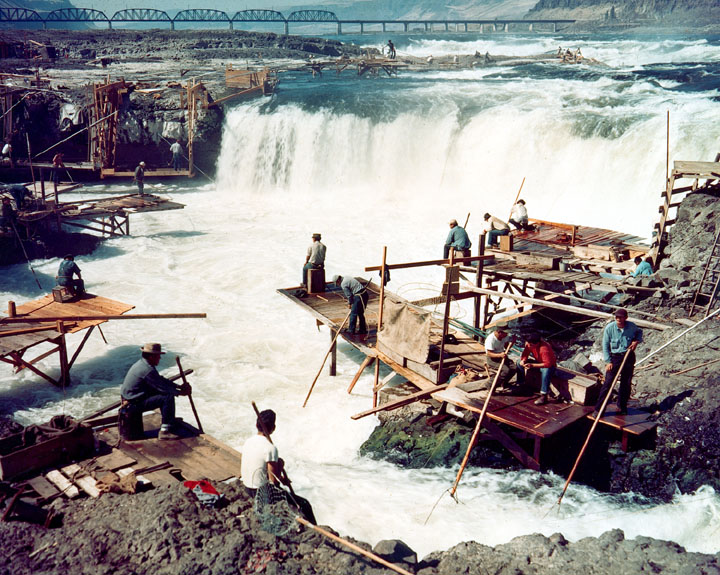
Fischer an den Celilo Falls in den 1950er-Jahren, im Hintergrund die Celilo Bridge.

Der Stausee Lake Celilo hat eine Fläche von 38 km² und erstreckt sich 39 km flussaufwärts bis zur John-Day-Talsperre im Westen. Er grenzt südlich an das Wasco County und Sherman County in Oregon sowie nördlich an das Klickitat County in Washington. Er wird zusätzlich vom Deschutes River gespeist, einem Nebenfluss, der aus Süden kommend auf der Hälfte des Stausees in den Columbia River mündet. Nur zwei Brücken queren den Stausee. Im Osten die Sam Hill Memorial Bridge, eine zweispurige Straßenbrücke zwischen Maryhill (Washington) und Biggs Junction, und flussabwärts im Westen die Oregon Trunk Rail Bridge (Celilo Bridge), eine Eisenbahnbrücke der BNSF Railway in der Nähe von Wishram (Washington).
Mit Aufstauung des Sees ab dem 10. März 1957 wurden viele jahrhundertealte Fischgründe und Siedlungsgebiete von Stämmen der Confederated Tribes and Bands of the Yakama Nation überflutet, so unter anderem die Celilo Falls, eine Serie von Stromschnellen und Wasserfällen in der Nähe von Wishram, sowie Teile des angrenzenden Celilo Village auf der Oregon-Seite.